# Summer Bachelors
Summer Bachelors è un film muto del 1926 prodotto e diretto da Allan Dwan. La sceneggiatura si basa su Summer Widowers, romanzo di Warner Fabian pubblicato a New York nel 1926.

## Trama
Dopo le brutte esperienze che hanno avuto con gli uomini le sue sorelle, Derry Thomas non ha più alcuna fiducia nell'altro sesso. Non credendo nel matrimonio, organizza un club nel quale, nel periodo estivo, gli uomini - quando le loro mogli sono in vacanza - possono incontrare delle donne single. A una riunione del club partecipa anche Tony Landor, che, al contrario degli altri frequentatori maschi, è ancora scapolo. Derry si innamora di lui, ma esita ad accettarlo. Messa sotto ipnosi, finirà per confessare di amarlo. Un giudice, anche lui membro del club, si mette a disposizione della coppia per celebrare il matrimonio.

## Produzione
Le riprese del film, prodotto dalla Fox Film Corporation, furono effettuate per negli studi della Fox di New York e a Lake Placid, nello stato di New York.

## Distribuzione
Il copyright del film, richiesto dalla Fox Film Corp., fu registrato il 5 dicembre 1926 con il numero LP23436. Distribuito dalla Fox Film Corporation e presentato da William Fox, il film, proiettato a New York, uscì nelle sale cinematografiche USA il 18 dicembre 1926.